# 伍爾德里奇 (密蘇里州)
伍爾德里奇（英語：Wooldridge）是位於美國密蘇里州庫珀縣的村。

## 人口
根據2020年美國人口普查的數據，伍爾德里奇的面積為0.16平方千米，皆為陸地。當地共有人口28人，而人口密度為每平方千米175人。